# Доходный дом Ф. С. Рахманова
Дохо́дный дом Рахма́нова (Дом с коло́сьями) — историческое здание в Москве на улице Покровке. Доходный дом в стиле модерн был построен для купца Фёдора Семёновича Рахманова в 1898—1899 годах по проекту архитектора Петра Дриттенпрейса. С 2016-го является памятником культурного наследия регионального значения.

## История
Фёдор Рахманов (1848—1914) был членом обширной династии купцов-старообрядцев, которая «сколотила миллионное состояние» на торговле хлебом и владела многочисленной недвижимостью в столице. Для работы над домом на Покровке Рахманов пригласил архитектора Петра Дриттенпрейса, в 1898 году был готов проект трёхэтажногого, простого в плане здания, а в городскую управу подано прошение о начале строительства. По мнению некоторых исследователей, оригинальным оформлением дом Рахманова обязан именно заказчику: по его решению уже согласованный проект был отправлен на переработку, а предыдущие постройки Дриттенпрейса были типовыми, без подобной эклектичной отделки. К 14 июня 1899-го был готов новый вариант — высотой в четыре этажа, со значительно увеличенными площадями под магазины и масштабными витринами.
Строительство здания было завершено в 1902 году, дом стал одним из первых образцов московского модерна. Фасад украшает обильная лепнина — мужские и женские маскароны, кадуцеи, лавровые листья, банты, розетки. На лопатках второго этажа расположены лепные композиции из злаковых колосков, благодаря которым в речи горожан здание получило неофициальное название «Дом с колосьями». В угловых нишах размещены колонны и скульптурные головки, напоминающие стиль французского декоратора Луи Мажореля.
Первый этаж занимала хлебная лавка, подвал был отведён под склады. На верхних этажах находились квартиры — личные для семьи Рахмановых и наёмные, которые сдавались в аренду. Среди горожан дом Рахманова на Покровке вскоре стал известен не только благодаря булочной, но и из-за первой в столице общественной ретирады. К 1909 году выросло число арендаторов торговых площадей и потребовалось увеличить число входных дверей, для чего пришлось сузить витрины первого этажа. Вторично оконные проёмы изменили в 1911-м: чтобы в подвальные помещения попадало больше солнечного света, решено было поставить новые оконные рамы.
После революции семья Рахмановых несколько лет продолжала жить в здании, однако вскоре его национализировали и передали в фонд коммунального жилья. Просторные квартиры перепланировали под множество маленьких комнат. Во времена СССР в помещениях первого этажа открыли кулинарию и рыбный магазин с аквариумами в витринах.
В 2013 году здание отреставрировали: отремонтированы фасады, восстановили интерьеры лавки первого этажа, в том числе был частично раскрыт оригинальный кафель. В настоящее время на первом этаже здания снова открыты булочная и кулинария, а второй и третий — жилые. В 2014-м дом получил статус памятника культурного наследия регионального, а в 2016-м — федерального значения.
В 2019 году Правительство Москвы согласовало проект перепланировки части площадей здания под современное использование «согласно исторической торговой функции». Проведённые изменения не должны повредить облик памятника культуры и противоречить охранному предписанию Департамента культурного наследия.

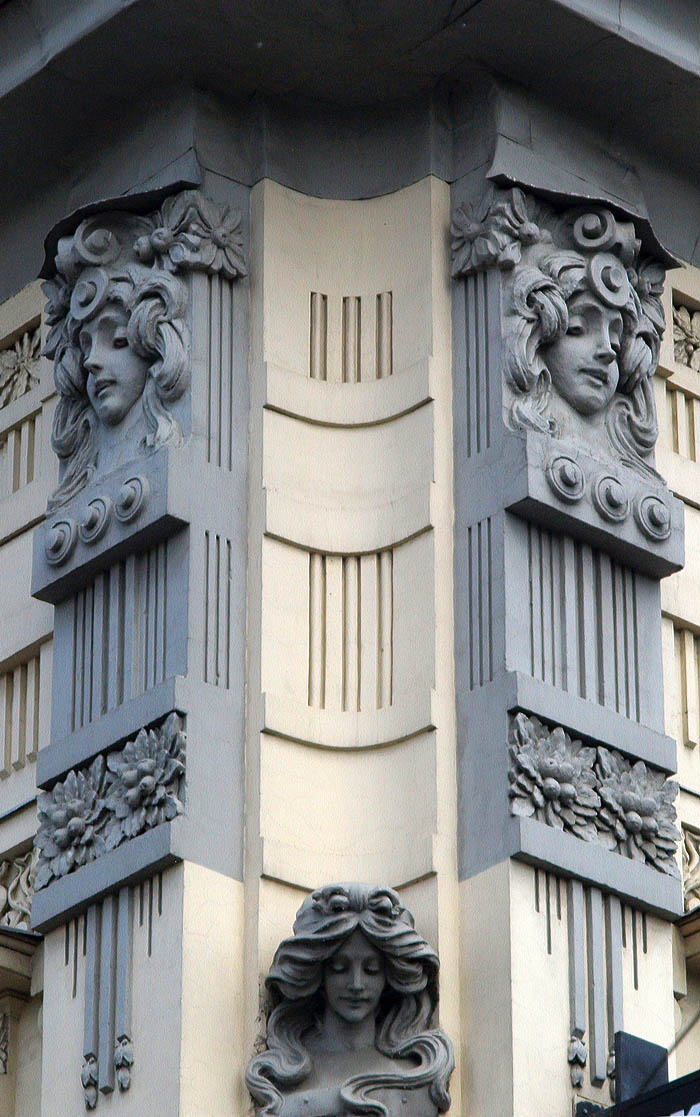
Женские маскароны в угловой нише, 2008 год
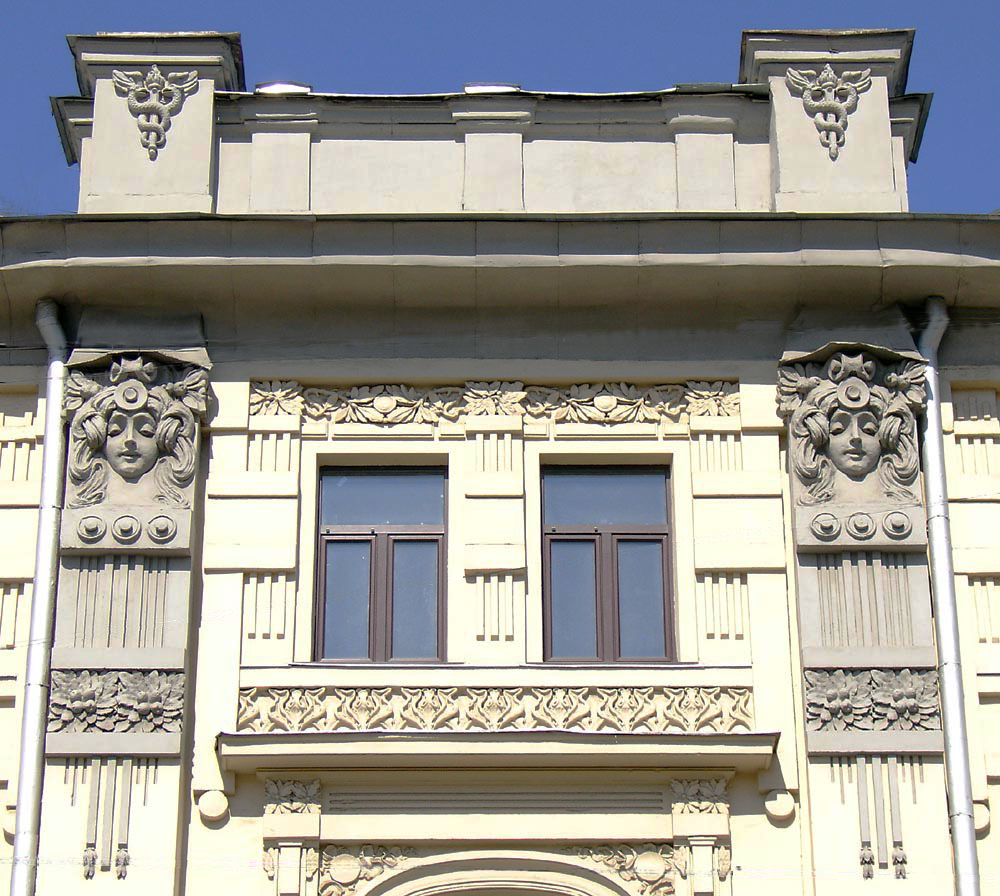
Ажурная лепнина фасада, 2007 год
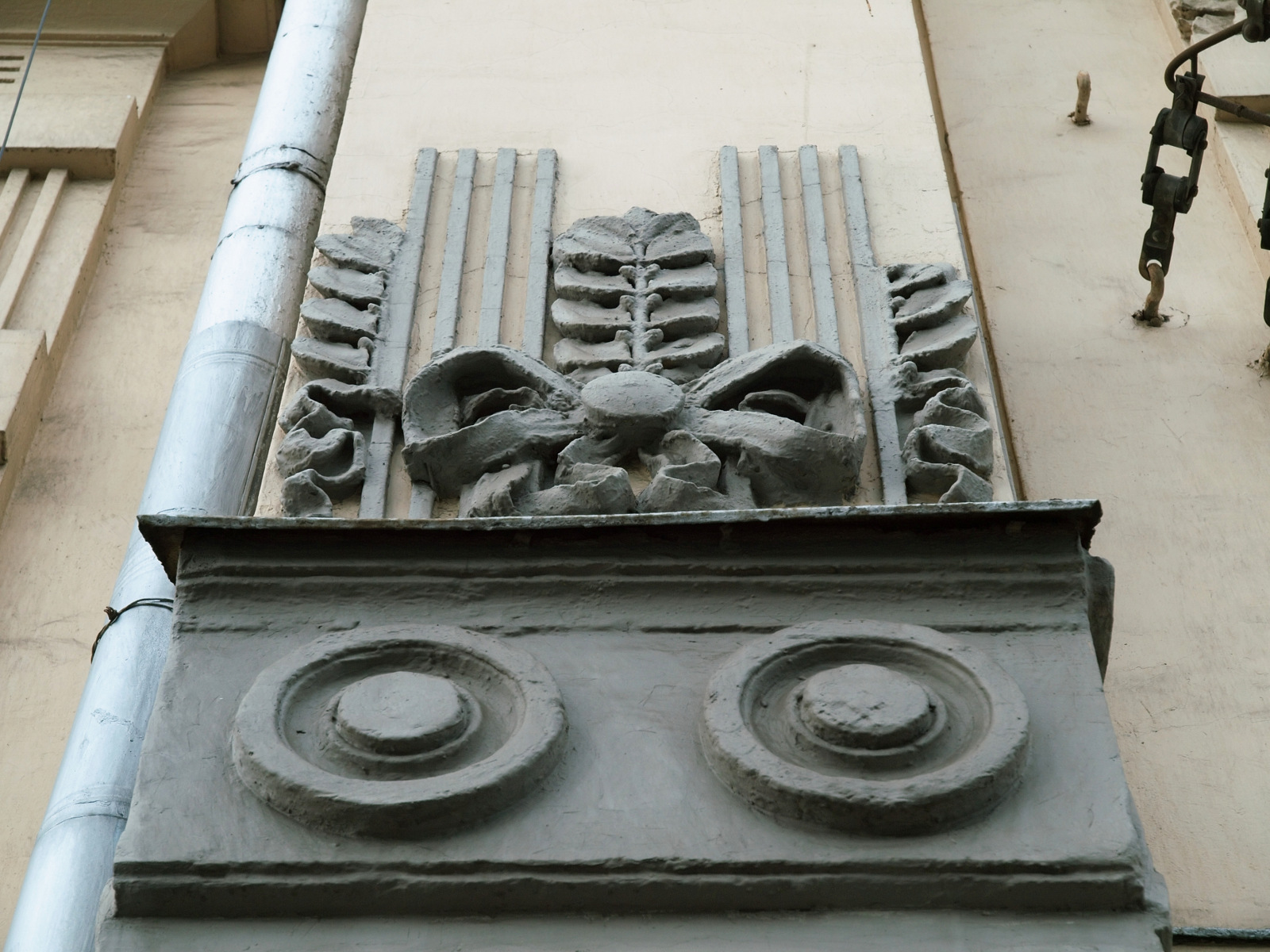
Колоски и банты, 2008 год
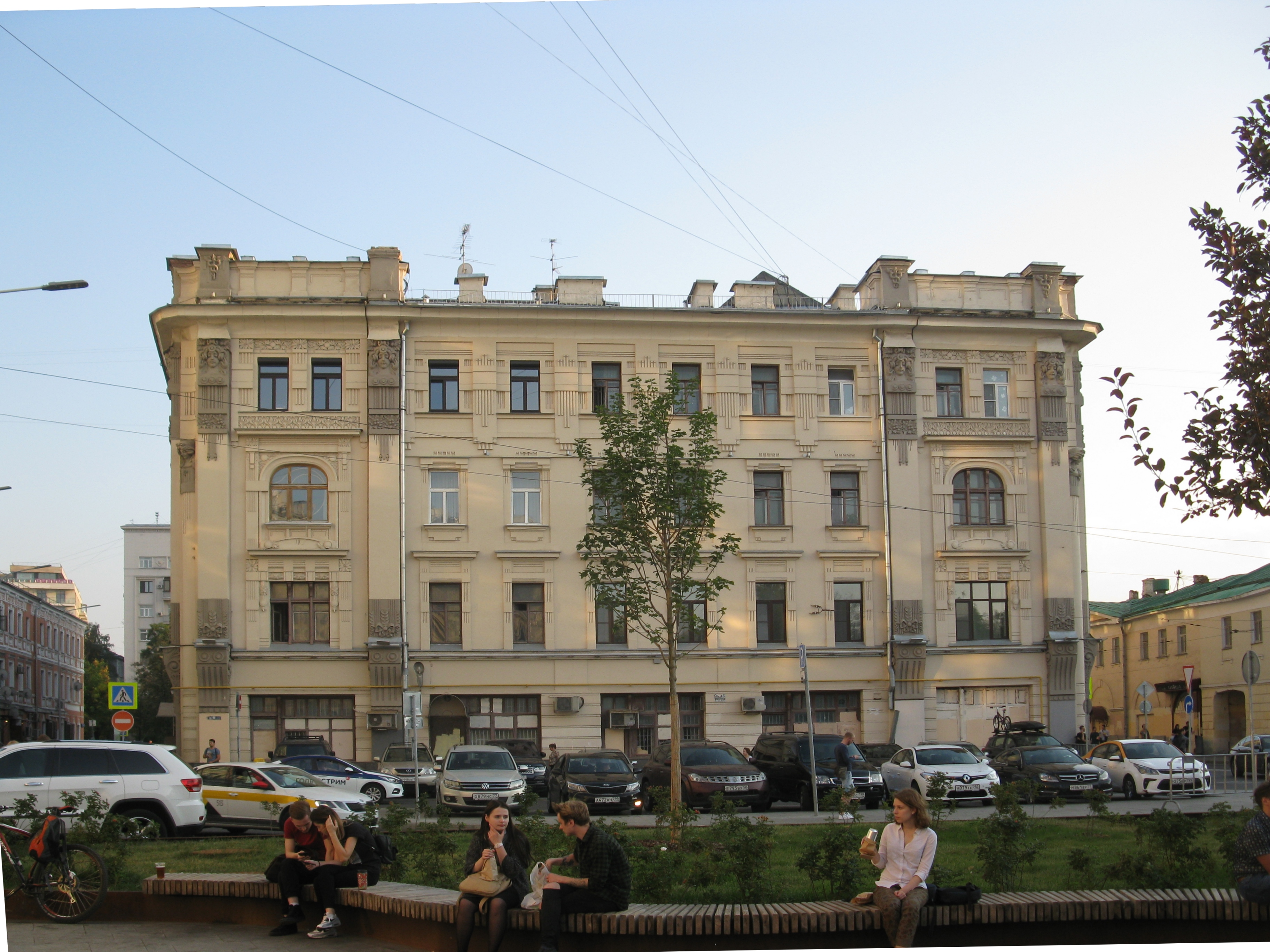
Доходный дом Рахманова в 2018 году